# رادیو گیک
رادیو گیک که به رادیو جادی تغییر نام یافته یک پادکست رادیویی است که توسط جادی میرمیرانی در راستای وبلاگ «کیبورد آزاد» از سال ۱۳۹۱ تولید می‌شود. رادیو گیک جزو نخستین پادکست‌های فارسی است و اولین قسمتش در اسفند ۱۳۹۰ منتشر شد. جادی در آن دربارهٔ تقاطع تکنولوژی و جامعه صحبت می‌کند و برخلاف اسم آن محتوای پادکست تنها مربوط به فناوری نیست بلکه در خصوص موضوعات اجتماعی هم مطالبی گفته می‌شود. او این پادکست را اینطور معرفی می‌کند: «رادیو گیک ایستگاه رادیویی نیست، بلکه حرکتگاه رادیویی است.»
موضوع شماره ۱۲۰ این پادکست دربارهٔ سانسور عمیق اینترنت و نحوه کمک شرکت‌های خصوصی تکنولوژی مثل ابر آروان در آن بود.
ساختار کلی رادیو گیک شامل دو بخش روی آب و در اعماق است که مسائل روی آب معمولاً اخبار جالب و سطحی است و اخبار و اتفاقات در عمق مسائلی است که شاید چندان بزرگ به نظر نرسند یا پر سر و صدا نباشند ولی تأثیر عمیق و مهمی دارند.
شعاری که در ابتدای اکثر اپیزودهای این پادکست تکرار می‌شود:
...رادیو گیک یک ایستگاه رادیویی نیست بلکه یک حرکتگاه رادیوییه؛ رادیو گیک برای کسانیه که ترجیح می‌دن یک پله عمیق‌تر بشن و تو تقاطع تکنولوژی و جامعه، دغدغه‌های انسانی‌شون رو مطرح کنن.
 رادیو گیک برای گیک‌های سرگردان در تقاطع جامعه و تکنولوژی...— جادی، رادیوگیک

## تغییر نام به رادیو جادی
جادی در رادیوگیک شماره 158 اعلام کرد که با اینکه خودش و مخاطبین رادیو به اسم رادیو گیک علاقمند هستن اما برای سادگی بیشتر و همچنین گیکی نبودن   بخش هایی از رادیو اسم رادیو، به رادیو جادی تغییر کرد.

## فهرست قسمت‌ها
| شماره قسمت | عنوان                                                                | شو نوت | تاریخ انتشار    |
| ---------- | -------------------------------------------------------------------- | --- | --------------- |
| بدون شماره | چطور یک برنامه‌نویس خوب بشیم؟                                         | |                 |
| قسمت صفرم  | ورود اژدها و بیانیه دزدهای دریایی                                    | |                 |
| ۱          | سینگولاریتی                                                          | | ۲ فروردین ۱۳۹۱  |
| ۲          | از فضا و فراسوی فضا                                                  | |                 |
| ۳          | غول بازار مکاره                                                      | |                 |
| ۴          | اشک ماهی‌ها                                                           | | ژانویه ۲۲, ۲۰۱۴ |
| ۵          | هکرها و اساتید                                                       | این شماره رو بهروز وثوقی با خوندن حکم آق حسینی شروع می کنه تا ما جرئت کنیم اسم بخش هکرها رو به بخش اساتید تغییر بدیم که مجبور نشده باشیم واقعیت‌های جهان بیرون رو توی قالب‌های خودمون فروکنیم. نگاهی کوتاهی به صنعتی داریم که به جای اسمش خودمون بوق سانسور می‌زنیم و بعد می ریم سراغ هکرها و هکرها. | ژانویه ۲۲, ۲۰۱۴ |
| ۶          | ویران شود این خانه که میخانه ندارد                                   | |                 |
| ۷          | دو هفته سکوت                                                         | |                 |
| ۸          | ترک مکانیکی                                                          | در این شماره با زیلوفون پینگ می‌کنیم، تله پورت می‌کنیم، ادعای پولدار شدن گوگل با ۹ خط کد اوراکل رو بررسی می‌کنیم و به افتخار پرویز شهریاری به سه دقیقه شعر شاملو گوش می دیم. آخرش هم فراموش نمی‌کنیم که گیک ضد ضرب است اما ضد ضرب درست. این شما و اینهم یکساعت پادکست رادیو گیک دربارهٔ هر چیزی که از چهارراه تکنولوژی و جامعه رد می شه | ژانویه ۲۲, ۲۰۱۴ |
| ۹          | راز شادی                                                             | |                 |
| ۱۰         | ۴۵۱ فارنهایت                                                         | | ژانویه ۲۲, ۲۰۱۴ |
| ۱۱         | ناکس‌های ناتو                                                         | رادیو گیک. از کارمند ناتوی اپل تا تلاش برای هک کردن ارتش آزاد سوریه و بازار زیرو دی‌هایی که میتونیم بهش بگیم «امنیت برای یک درصد» و رسیدن به این سؤال پایه ای که آیا کامپیوترها باید آزادی بیان داشته باشن؟ | ژانویه ۲۲, ۲۰۱۴ |
| ۱۲         | معلومه خب شلیته                                                      | رادیویی برای کسانی که تکنولوژی براشون فقط تلاش دائمی برای خوندن و حفظ اینکه فلان مدل فلان چیز فرقش با فلان مدل بهمان چیز چیه و تو بازار چنده و شایعه اینکه قراره کی مدل فلانترش بیاد نیست و ترجیح می‌دن یک پله عمیق‌تر بشن و تو تقاطع تکنولوژی و جامعه، دغدغه‌های انسانی‌شون رو مطرح کنن. رادیو گیک برای گیک‌های سرگردان در تقاطع جامعه و تکنولوژی. | ژانویه ۲۲, ۲۰۱۴ |
| ۱۳         | دشنه                                                                 | | آوریل ۲۶, ۲۰۱۵  |
| ۱۴         | نفوذ تکنولوژی                                                        | به نظر خودم این یکی از رادیوگیک‌های خوب است. پر از انسان‌های باحال و اخباری از سطح و عمق دنیای گیک‌ها. با بخش آخری که توش اریک اشمیت در مورد نفوذ تکنولوژی و فروریختن فایروال بزرگ چین حرف می زنه. | ۲۶ مرداد ۱۳۹۱   |
| ۱۵         | فریاد بکشید                                                          | توی رادیو گیک این شماره، در تقاطع تکنولوژی و جامعه با همه فریاد می‌کشیم. با داریوش که نخواست .. و عاشق آس تهران شد آسانژ و پوسی رایوتی که توی کلیسا فریاد کشید علیه رئیس بزرگ. هفته هفته فریاده. با ما باشین که قبل از رفتن سراغ ماهی سیاه کوچیک، نه فقط بک دور مغز خودمون روباز می‌کنیم که حتی با مغز موش اف۲۲ می رونیم. | ۸ شهریور ۱۳۹۱   |
| ۱۶         | رویای فریدمن                                                         | در شماره‌های ویژه رادیو گیک، اخبار رو سریعتر مرور کنیم و زود می ریم سراغ توضیح مفصل یک مفهوم. مفهوم مفصل این شماره؟ پولی به اسم بیت کوین! جدیدترین پول جهان.. و البته عجیب ترین! آماده باشین که می خوایم دولت‌ها، اقتصاد، هکرها، منابع طلا، رمزگزاری، هش و شبکه‌های پیر تو پیر رو به هم پیوند بدیم و اسمش رو بذاریم: شماره ویژه بیت کوین، رؤیای فریدمن | ۱۴ شهریور ۱۳۹۱  |
| ۱۷         | هش هش هش، به افتخار بچه‌های لجستیک                                    | رادیوگیک این هفته، شماره ای پر از هش، پر از شکستن رمزها و پر از زامبی. رادیو گیک شماره هفدهم، برای گیک‌هایی می خوان ببینن آیا فیسبوک دنبال کنترل جمعیت می ره یا نه! رادیویی برای کسانی که تکنولوژی براشون فقط تلاش دائمی برای خوندن و حفظ اینکه فلان مدل فلان چیز فرقش با فلان مدل بهمان چیز چیه و تو بازار چنده و شایعه اینکه قراره کی مدل فلانترش بیاد نیست و ترجیح می‌دن یک پله عمیق‌تر بشن و تو تقاطع تکنولوژی و جامعه، دغدغه‌های انسانی‌شون رو مطرح کنن. رادیو گیک برای گیک‌های سرگردان در تقاطع جامعه و تکنولوژی. | ۱۸ مهر ۱۳۹۱     |
| ۱۸         | داستان کوتاه «هریسون برگرن» از کرت وونه گارت                         | یک شماره ویژه داریم. کش نمی دم جریان رو چون توی رادیو پنج دقیقه در موردش حرف زدم (: برای بیست دقیقه گوش بدین به یک داستان کوتاه از یکی از بهترین علمی تخیلی نویس‌ها، کرت یا کورت وونه‌گات. نویسنده‌ای که با سلاخ خانه شماره پنج و از اون بالاتر گهواره گربه یکی از نویسنده‌های محبوب منه. داستانی که براتون می خونم اسمش هست «هریسون برگرن» از کتاب استادان تبسم (که اسم واقعاً بدیه با یک طراحی جلد خیلی بد – حداقل در سطح انتخاب فونت) و ترجمه ای بدتر از علیرضا میراسدالله به همت حسین یعقوبی؛ چاپ انتشارات مروارید. | ۲۷ مهر ۱۳۹۱     |
| ۱۹         | شما امنیت ندارید                                                     | شماره نوزدهم – شماره ای پر از رمز و راز و تقریباً همه خبرها مربوط به امنیت. از رازهای جنگ جهانی و فراماسونری قرن هجده تا زیر نظر گرفتن دانش آموزها و زنان عربستان. با رادیو گیک باشیم چون می خوایم به همه نیوزلندی‌ها اینترنت پر سرعت رایگان بدیم. | ۱۶ آبان ۱۳۹۱    |
| ۲۰         | به جان شما اگه دروغ بگم، تا قبر آآآ                                  | مهمون ویژه این شماره: ۱پزشک مشهور به علیرضا مجیدی. رادیویی برای کسانی که تکنولوژی براشون فقط تلاش دائمی برای خوندن و حفظ اینکه فلان مدل فلان چیز فرقش با فلان مدل بهمان چیز چیه و تو بازار چنده و شایعه اینکه قراره کی مدل فلانترش بیاد نیست و ترجیح می‌دن یک پله عمیق‌تر بشن و تو تقاطع تکنولوژی و جامعه، دغدغه‌های انسانی‌شون رو مطرح کنن. رادیو گیک برای گیک‌های سرگردان در تقاطع جامعه و تکنولوژی. | ۱۴ آذر ۱۳۹۱     |
| ۲۱         | صدای یک دست                                                          | | ۱۳ دی ۱۳۹۱      |
| ۲۲         | دوست دختر مصنوعی                                                     | | ۱۸ بهمن ۱۳۹۱    |
| ۲۳         | تجربه قهوه ای تیره                                                   | | ۱۸ اسفند ۱۳۹۱   |
| ۲۴         | ایستگاه‌های اعداد یا همون جاسوس‌های دولت‌های ضاله و پدهای یکبار مصرفشون | | ۱۹ فروردین ۱۳۹۲ |
| ۲۵         | شش ماه دیگه همه شادیم                                                | | ۱۹ فروردین ۱۳۹۲ |
| ۲۶         | سالگرد زکریای رازی ۱                                                 | | ۲۱ خرداد ۱۳۹۲   |
| ۲۷         | چگونه هکر شویم                                                       | | ۲۶ تیر ۱۳۹۲     |
| ۲۸         | ان اس ای چشماتو درویش کن                                             | | ۴ مرداد ۱۳۹۲    |
| ۲۹         | کلید                                                                 | | ۱۵ مرداد ۱۳۹۲   |
| ۳۰         | مایل‌های هوایی                                                        | | ۱۶ مهر ۱۳۹۲     |
| ۳۱         | سازش می‌کنم الو… سازش می‌کنم یا شات دان شدن دوست و برادر آمریکا        | | ۲۶ مهر ۱۳۹۲     |
| ۳۲         | کتاب صوتی ریشه‌های بی‌ریشه اثر اریک ریموند                             | | ۲۲ آبان ۱۳۹۲    |
| ۳۳         | نارنجی                                                               | | ۱۳ آذر ۱۳۹۲     |
| ۳۴         | نارنجی ۴۲                                                            | | ۱۹ دی ۱۳۹۲      |
| ۳۵         | نارنجی ۵۵                                                            | | ۴ بهمن ۱۳۹۲     |
| ۳۶         | مصاحبه ای با استیو وزنیاک در نودمین روز حبس نارنجی                   | | ۱۵ بهمن ۱۳۹۲    |
| ۳۷         | GOTO FAIL و نارنجی و سربازها                                         | | ۶ فروردین ۹۳    |
| ۳۸         | آینده پژوهی                                                          | | ۲۵ فروردین ۹۳   |
| ۳۹         | خونریزی نارنجی                                                       | | ۱۶ اردیبهشت ۹۳  |
| ۴۰         | خوش‌حالگیری                                                           | | ۱۹ خرداد ۹۳     |
| ۴۱         | گوگلگای، روزی که گوگل بد شد                                          | | ۲۴ تیر ۹۳       |
| ۴۲         | رشته بیکار؛ سخت است هیچ کاری نکردن                                   | | ۷ مرداد ۹۳      |
| ۴۳         | سرباز بدبخت مجبور وطن                                                | در این شماره از رادیو گیک به همراه سربازهای مجبوری که برای اجبارشون لازمه از کلمات قلمبه سلمبه مثل مام میهن و خدمت مقدس استفاده بشه، می‌فهمیم فرقی بین کتابخونه و پایرسی نیست و فتوای نسل سه رو از رو می خونیم چون کار دیگه ای از دستمون برنمیاد. |                 |
| ۴۴         | گجت سازان بی گجت                                                     | اسم این شماره رو با یادآوری رنج بچه‌هایی که در کارخونه‌های غیراستاندارد چین و بقیه جاها گجت‌هایی رو می سازن که ما افتخار می‌کنیم آخرین مدلمون رو با آخرینترین مدلشون عوض کنیم. به افتخارشون | ۲۳ سپتامبر ۲۰۱۴ |
| ۴۵         | حرف حق نمی شه زد                                                     | شماره چهل و پنجم رادیو گیک برای گیک‌هایی که درک می کنن یک جامعه چه زمانی امن است و چه زمانی ناامن. با اخباری از دوبی، اپل و آمازون و نگاهی عمیق‌تر از تعداد سی پی یوها و رم گوشی بعدی فلان کارخونه به تکنولوژی. انتشار رادیو، بهترین حمایت شماست (: | ۲۷ اکتبر ۲۰۱۴   |
| ۴۶         | بوزون، هیگز و چیزهایی که نمی شه گفت                                  | در شماره ای که اولین مصاحبه تلفنی رو داریم، از فیزیک می گیم، از امنیت می گیم با خطرات مثلث آشنا می شیم. با رادیو گیک باشین تا دنیا رو مفهوم تر کنیم! | ۱ دسامبر ۲۰۱۴   |
| ۴۷         | بلندای شب دوستان مبارک                                               | در رادیوگیک شماره ۴۷، شب یلدا دور هم جمع می شیم تا در میان دو شعر، از پایرت بی بگیم، از هکرها بگیم، از هوش مصنوعی ای بگیم که مواظبه رفتار ماست و در مورد آیپاد حرف می‌زنیم: از تلاشش برای انحصار تا فازهای رترو و هیپستر. با ما باشین چون جهان باید تکون بخوره! | ۱۵ نوامبر ۲۰۱۵  |
| ۴۸         | ریشه‌های بی ریشه قسمت دوم                                             | در کتاب ریشه‌های بی ریشه اریک ریموند که از خدایگان دنیای لینوکس است، کوان‌هایی رو برای ما نوشته که بتونیم باهاشون شاد باشیم، ازشون انرژی بگیریم و از همه مهم‌تر به روشنایی برسیم. چیزی بین طنز و جدی. بستگی داره نگاه شما چی باشه. این کوان‌ها رو احمد شریف پور عزیز به فارسی ترجمه کرده و من در پادکست ۳۲ (ریشه‌های بی ریشه) اکثرش رو خوندم. اما اون موقع چند کوان هنوز ترجمه نشده بودن که الان ترجمه شدن و در پادکست ۴۸ (مشهور به ۳۲ ممیز ۲) خونده می شن. | ۱۵ نوامبر ۲۰۱۵  |
| ۴۹         | قادر مطلق                                                            | رادیو گیک در یک ثانیه اضافی که امسال بهش هدیه کرده، به دنیای امنیت، جامعه‌شناسی و هوش مصنوعی سرک می شه. از تشخیص چهره و سامسونگ و هاردهایی که خراب نمی شن و انگشت‌هایی که از راه دور کپی می شن. از عشق داده‌ها می گیم و اصول عشق ورزی با اطلاعات رو بررسی می‌کنیم تا جهان تکونی به خودش بده. |                 |
| ۵۰         | گوشه رینگ                                                            | آخرین روز اسفند ۱۳۹۳ با رادیو گیکی با شما هستیم که به شکل عجیبی به پرایوسی پرداخته! اتفاق می افته و ما از هر اتهامی مبری هستیم چون مطالب رادیو گیک در طول یک ماه گذشته جمع شدن. در این دم عیدی می خوایم سری به خونه خانم کلینتون بزنیم و از ایده قشنگشون برای داشتن سروری در گوشه خونه شاد بشیم. با ما باشین چون می خوایم همراه الکس به مایک مشت‌هایی کاری بزنیم! |                 |
| ۵۱         | کشتی دزدهای دریایی در اعماق دریا                                     | در شماره پنجاه و یک رادیو گیک که برای سیزده ساله‌ها به بالاست، اول میکروفون رو می دیم آقای اسنودن در مورد پسوردها برامون حرف بزنن و بعد از توپ چینی تا هک کردن کامپیوترهایی که به هیچ جا وصل نیستن رو بررسی می‌کنیم و در نهایت به حواشی خبری می‌پردازیم در مورد یکی از کثیف‌ترین صنایع اینترنت: پورن انتقامی. با ما باشین چون بخش‌هایی از جهان باید لرزانده بشه – اونم به دست گیک ها! |                 |
| ۵۲         | پر پرواز                                                             | |                 |
| ۵۳         | بیگ دیتا، دانشمندان داده و برگشت دایناسورها                          | ما روزانه ۲٫۵ کویینتیلیون بایت دیتا درست می‌کنیم… اگر نمی دونین کویینتیلیون چقدره بذارین این شکلی بگم: نود درصد کل دیتایی که در جهان هست، در دو سال گذشته تولید شده! سیگنال‌های جی پی اس، سوشیال مدیا، کلیک‌ها، سنسورها، ویدئوها، عکسها، خریدها، خوش اومدن‌ها، رفتارها و هر چیزی که فکرش رو بکنین الان دیتا است. این دیتا بزرگه! این دیتا در دست دانشمندهای داده‌است… رادیو گیک شماره ۵۳ برای شما مسئله رو رازگشایی می کنه با ما باشین تا از آر، هدوپ، دانشمند داده، داده‌های بزرگ، یادگیری ماشینی و هر چیز دیگه مد روز عقب نمونین. |                 |
| ۵۴         | میره به حجله شادوماد                                                 | در شماره ۵۴ رادیو گیک، دور تا دور جهان رو می‌گردیم! از فرانسه و آمریکا در بخش اخبار می‌گذریم و به ایران می یام تا در مورد مذاکرات بگیم و پیشنهادهایی برای اینکه چطوری حکومت می تونه تا حدی باعث پیشرفت استارتاپ‌ها و شرکت‌های کوچیک بشه. بودن حسن روحانی در این شماره باعث نمی شه در مورد مدل موی عروس و لباس‌های کودکستان گپ نزنیم! در بخش آخر با یکی از بهترین متخصصین امنیت در جهان مرور می‌کنیم که «چرا رمزگذاری می‌کنیم؟»؛ جوابش خلاصه اش اینه: چون به نفع جامعه است. |                 |
| ۵۵         | جادی جاج کن که جاجت…                                                 | در این شماره جاج می‌کنیم. به آدم‌های بد می گیم بد و به کسانی که اشتباه می کنن می گیم اشتباه می کنن! عقیده سانسور اینجا محترم نیست! می‌بینیم که آیا باید از هوش مصنوعی ترسید و آیا ربات‌های تلگرام می تونن گربه‌های خونگی ما رو به قتل برسونن؟ با رادیو گیک شماره ۵۵ نفس‌ها رو حبس کنین که تکنولوژی خیلی عمیق‌تر از شایعه فلان اینچ بودن گوشی بهمانه! |                 |
| ۵۶         | انسان ناخودآگاه                                                      | |                 |
| ۵۷         | آرش آزاد                                                             | در شماره پنج و هفت رادیو گیک و در نبود آرش زاد عزیز، مهمون من، هیچ‌کس و سرفه‌هامون هستین تا تکنولوژی و جامعه رو با هم یکی کنیم! با ما باشین چون این شماره بالاخره یک شماره کوتاهه. |                 |
| ۵۸         | DONT REBOOT, JUST PATCH                                              | شماره پنجاه و هشتم رادیو گیک با شماست! انواع گیک‌ها آماده باشن که این شماره پر از خبرهای مایکروسافتی، هوش مصنوعی و امنیتی است. از کامپیوتر مرکل تا ایمیل‌هایی که خودشون به خودشون جواب می‌دن. با ما باشین در فصل پس از فصل انگور که اولش فراموش می‌کنیم از خانه وفا نام ببریم اما دلمون همیشه باهاشه. |                 |
| ۵۹         | ماشین بزن منو بکش راحتم کن!                                          | در شماره ۵۹ از رادیو گیک توی دنیای خطرناکی پا می ذاریم. دنیایی که توش لازمه فیلسوف‌ها و برنامه‌نویس‌ها به تفاهم برسن که خودروهای بی سرنشین باید چه کسانی رو به کشتن بدن. در این شماره سعی می‌کنیم انسان‌ها رو از نتایج ترسناک هوش مصنوعی در دنیایی سرمایه‌دارانه نجات بدیم و سورس‌ها رو بررسی کنیم؛ از اینستاگرام تا گراب در لینوکس. باگ‌ها زیاد شدن. با رادیوگیک باشین! |                 |
| ۶۰         | پسا تفعیل                                                            | بابلی‌ها و سومری‌هایی است در ۵۵۰۰ سال قبل سیستم سگزادسیمال (شصت شصتی) رو پایه گذاشتن و باعث شدن دقیقه ما شصت ثانیه داشته باشه و معتقد باشیم سر یک جغد صد و هشتاد در جه می‌چرخه. در شماره شصتم رادیو گیک، برای کمتر از یکساعت که بهش می گیم شصت دقیقه، مهمان رادیویی هستیم که یادآور ارتباط عمیق جامعه، سیاست و تکنولوژی است! در رادیو گیک، گیک بودن شرط لازمه، شریف بودن و عاشق بودن بودن شرط کافی! گیک‌های جهان، متحد بشین که جهان نیاز به درک شدن و تغییر کردن داره! |                 |
| ۶۱         | پول مجانی                                                            | هکرهای جهان در این شماره متحد می شن تا انسان‌ها رو در آخرین سنگر بازی‌های فکریشون شکست بدن. مادر این شماره بین آدم‌ها پول مجانی پخش می‌کنیم تا ببینیم چه اتفاقی برای آرمان هامون می افته. گیک‌های تراز نوین از این شماره استقابل خواهند کرد و تنبل‌ها راحت‌تر از همیشه در صندلی‌هاشون فرو خواهند رفت! |                 |
| ۶۲         | در پشتی                                                              | در اولین شماره از رادیوگیک در سال ۹۵، در پشتی رو برای ورود به سال جدید انتخاب می‌کنیم. از هکرها می گیم و دلایلی که مردم باید از دست دولت هاشون در امان باشن. در این شماره آخرین سنگر ما در مقابل کامپیوترها فروریخته! |                 |
| ۶۳         | بپا اچ تی ام ال نگیری                                                | این یکی از بیب دارترین رادیو گیک‌ها است. در مورد اچ تی ام ال حرف می‌زنیم و مادران بالای سی سال و انقراض دایناسورها و حرف‌های بدی که هوش مصنوعی مایکروسافت از ما یادگرفته. در این شماره چندین و چند بار فرمون رو به خواننده‌ها می دیم و نظرات خودمون رو در مورد ابروهای پیوسته که لابلاش حتی یک دل هم جا نمی‌شده باهاتون به اشتراک می ذاریم. با رادیو گیک شماره ۶۳ با ما باشین که داریم به دو بتوان شش می‌رسیم! |                 |
| ۶۴         | بازگشت به دوران طلایی هکرها                                          | این شماره از رادیو گیک نه فقط پر است از هک، بلکه در دو مورد چیزهایی رو به شما می گه که چند سال بتونین بگین «اوه.. اینو تو رادیوم گفته بود قبلا!». در شماره شصت و چهار این حرکتگاه رادیویی، ما جشن بازگشت دوران طلایی رو می‌گیریم و مطمئن می‌شیم که حتی اگر آرش زاد هم نباشه، ما می تونیم هوش مصنوعی‌های خبیث رو متوقف کنیم! با ما باشین که دنیای بهتر، فقط یک قدم اونطرف‌تره! |                 |
| ۶۵         | اینترنت چیزها.. که به غلط بهش می گیم اشیا                            | در شماره ۶۵ رادیوگیک، به یکی از مباحث روز تکنولوژی می‌رسیم: Internet of Things یا همون اینترنت چیزها که البته کسانی که از «چیز» می ترسیدن بهش گفتن «اینترنت اشیاء» و ما هم به این اصطلاح اشتباه عادت کردیم. اینترنت چیزها از ارتباط دائمی همه چیز با یک شبکه، از سنسورها و از توان پردازش ابری حرف می زنه. تاریخچه و ایده مثل همیشه هیجان انگیزه ولی توهم جاروبرقی ای که به فرمان ما خونه رو جارو می زنه همه ماجرا نیست. اینترنت چیزها مسواکی است که به شرکت بیمه خبر می ده شما باید پول بیشتری بدین چون خوب مسواک نمی زنین! با ما باشین تا در یک ساعت چیز چیز کنیم و گاهی هم اشتباهی مثل باکلاس‌ها اشتباهی بهش بگیم «اشیاء». شماره شصت و پنج رادیو در یک ساعت نگاهی داره به IoT! |                 |
| ۶۶         | رادیو جوراب شلواری اول: آبی علیه صورتی                               | در این هفته بالاخره شجاع می شیم و پایه اول رادیو جوراب شلواری رو می‌ذاریم. ایده رادیو جوراب شلواری اینه که چند شماره پی در پی در مورد جنسیت حرف بزنه و حوزه‌هایی که ما توش غوطه وری ولی هیچ وقت در موردش بهمون آموزش رسمی داده نمی‌شه. در شماره ملایم اول که توش قراره شما شجاعت کافی ایجاد کنین تا این رادیو شش شماره‌اش رو منتشر کنه، در مورد آبی و صورتی حرف می‌زنیم و نگاهی به این می‌ندازیم که چیزهایی که در ذهن ما بدیهی تلقی می‌شن و بخشی از سرشت و ذات و فطرت و همه کلمات مبهم دیگه، چطوری ساخته جامعه اطراف ما هستن و کاملاً مستقل از بیولوژی. اگر شنونده همیشگی رادیوگیک هستین، این شماره مثل همیشه نیست چون قراره ما سعی کنیم با مغزمون به مغزمون فکر کنه! با ما باشین شاید موفق بشیم. |                 |
| ۶۷         | حرف بزن! گوش می دم و برای همیشه ضبط می‌کنم                            | در شماره ۶۷ رادیو گیک یک چیزهایی رو در گوشی می گیم چون حالا دیگه همه دارن به صحبت‌ها گوش می دن و هر چیزی رو برای همیشه ضبط می کنن. در این شماره از هک‌ها می گیم، از ایده‌ها و از پول حروم شدن‌ها. با دقت گوش بدین چون در شماره ۶۷ رادیو گیک، آینده اینترفیس‌های جهان رقم می خوره! |                 |
| ۶۸         | جوراب شلواری ۲ – نگاهی به تاریخچه اصلاح بدن زنان                     | زن‌ها از چه زمانی شروع کردن شیو کردن زیربغل، پاها و بعد بقیه بدن؟ چرا الان اگر از اکثریت آدم‌ها بپرسین چرا باید موهای بین پاها رو اصلاح کرد در مورد بهداشت حرف می‌زنن در حالی که پزشک‌ها می‌گن که بودن موها بهداشتی تر از زدن اونها است؟ مردها کی به این بازی وارد خواهند شد این بازی رو واگذار خواهند کرد؟ اینها چیزهایی هستن که توی رادیو گیک شماره ۶۸ که دومین جوراب شلواری است بهش می‌پردازیم. سری‌های جوراب شلواری دوست دارن در حوزه‌هایی که کمتر ازشون حرف می‌زنیم وارد بشن و یادآور کنن که چطوری این چیزها ساخته جامعه هستن، چطوری جالب هستن و چطوری باید حواسمون بهشون باشه که فکر نکنیم همیشه در همه همینطوری است که ما فکر می‌کنیم. اگر از این شماره از جوراب شلواری براتون عصبانی کننده یا غیرقابل باور بود، به همه آدم‌هایی فکر کنین که به چیزی باور داشتن و وقتی باهاشون حرف می زدین، حاضر نبودن برعکسش رو بشنون و جوری رفتار می کردن انگار اصلاً نمی فهمن شما چی می گین. |                 |
| ۶۹         | داستان گیت هاب                                                       | در این شماره نگاهی داریم به شکل‌گیری، رشد گیت هاب. متن این شماره رو امیرپوریا مهری نوشته و توش در مورد تاریخچه و فرهنگ سازمانی و خیلی چیزهای دیگه این استارتاپ گپ می‌زنیم. با ما باشین که شاد باشیم. |                 |
| ۷۰         | رمزنگاری کوانتومی چینی                                               | در رادیوگیک شماره ۷۰ مثل همیشه اخبار رو داریم و در اعماق رو مثل بعضی وقت‌ها در بخشی طولانی‌تر به رمزنگاری کوانتومی مورد ادعای چینی‌ها نگاه می‌کنیم. در همین شماره است که سوار کشتی دزدهای دریایی می شیم تا پارلمان تشکیل بدیم و جنگ هوش مصنوعی علیه ما هم اعلام می‌شه؛ یک کامپیوتر می خواد جایگزین مدیر بزرگ‌ترین هج فاند آمریکا بشه! با ما باشین که دنیا رو به حرکت در بیاریم. |                 |
| ۷۱         | اعترافات یک تأثیرگذار اینستاگرامی                                    | توی این شماره رادیوگیک با یکی از این آدم مشهورها هستیم که برای بلومبرگ مقاله confessions of an instagram influencer رو نوشته و اعتراف کرده که چطوری از یک آدم معمولی مثل من و شما تبدیل شده به یک آدم مشهور اینستاگرام؛ یکی از تاثیرگذارها! قیافه مکس عادی و غیرمدل‌مانند است و تیپش کاملاً معمولی ولی برای نوشتن این مقاله در مسیر مشهور شدن پیش رفته. تو این مقاله از سرویس‌هایی می گیم که برای شما فالوئر واقعی و الکی می یارن، از آژانس‌هایی که عکسهاتون رو می گیرن و بهتون لباس می دن و .. توی این شماره به عمق آدم مشهورها می ریم. با ما باشین! |                 |
| ۷۲         | ریزه میزه‌های هدف‌مند                                                  | در شماره ۷۲ رادیوگیک هیچ برنامه ویژه ای نداریم. برنامه استاندارد خودمون رو پی می‌گیریم، به اخبار نگاه می‌کنیم، به اعماقشون می ریم و در بخش آخر برف‌ها رو به جلو پارو می‌کنیم. با هکرها هستیم، با اسپرم‌ها، از سکس حرف می‌زنیم و ربات‌ها و مثل همیشه ماشین‌های خود راننده ای که ما رو ول نمی کنن. با ما باشین چون خرس‌های کیوت قراره اطلاعات خصوصی ما رو لو بدن! |                 |
| ۷۳         | جوراب شلواری ۳ – پریود و پی ام اس                                    | در این شماره قسمت سوم رادیوجوراب شلواری رو با هم گوش می دیم. در مورد یکی از عادی‌ترین چیزها و یکی از تابوترین چیزها: پریود. اما نگاه ما نه آموزش جنسی است نه بررسی علمی و دقیق. رادیوگیک در شاخه جوراب شلواری سعی می کنه یادآوری کنه که ما چه چیزهایی رو باید بدونیم ولی انگار روشون نشده بهمون درسش بدن! شماره پریود منطقا برای همه سنین توصیه نمی شه… شاید بالای ۱۳ سال. در همین شماره، به شباهت مارکسیسم، پی ام اس و الکل هم اشاره می‌کنیم. |                 |
| ۷۴         | دری که کلید نداره                                                    | شماره ۷۴ رادیو گیک مفصل است و پر از خبر. از خبرهای مرسومی مثل پلیس‌های رباتیک و کرم واناکرای راحت نمی‌گذریم به حواشی شون می‌پردازیم و سرکی می‌کشیم به هر خبری که یک گیک ممکنه دوستش داشته باشه. از ماده‌های قابل برنامه‌ریزی تا برد گیم تا کابوس جدیدی که داره می یاد تا ما رو ببلعه! با ما باشین که جهان نیاز به تعمیر داره. |                 |
| ۷۵         | وب عمیق.. وب تاریک. به خطر لاگین کنین                                | در این شماره ویژه از رادیو گیک از اول تا آخر در اعماق هستیم، در اعماق وب. در وب عمیق، شبکه تاریک یا به قول خارجی ترها دیپ وب و دارک وب. جایی که افراطی‌ها توش هستن و چیزهایی که جایی در جاهای دیگه ندارن. با ما باشین تا سری بزنیم به جایی که خیلی‌ها بهش سر نمی زنن و ببینیم چرا گفته می شه فقط ۴٪ از وب، برای همگان شناخته شده‌است. با رادیو گیک به اعماق شیرجه بزنین! |                 |
| ۷۶         | پر از تقبیح                                                          | در شماره جدید رادیو گیک به درهایی سر می‌زنیم که با اشتباه کارخونه سازنده دیگه باز نمی شن و دستگاه‌هایی که از دی ان ای‌ها، ویروس می گیرن! با ما باشین تا در کمال شرمندگی از خودمون، از دولت‌های خبیث فاصله بگیریم! |                 |
| ۷۷         | بلاک چین به یاد اشکان                                                | بلاک چین این روزها همه جا است. پدیده پشت عجیب‌ترین ارز جهان یعنی بیت کوین و بعدش پشت همه پول‌های غیرمتمرکز بعدی و بعد هم که از اشتراک شارژ ماشین‌های تسلا تا دیتابیس‌های غیرمتمرکزی که برای رای‌گیری پیشنهاد می شن و حتی سریال سیلیکون ولی. بریم ببینیم! |                 |
| ۷۸         | جوراب شلواری ۳ – ال جی بی تی ایکس وای زی                             | در این قسمت از رادیو گیک جوراب شلواری، سراغ چیزی می ریم که بخش قابل توجهی از ما رو درگیر خودش می کنه: جنس، جنسیت، هویت جنسی و گرایش جنسی. در یک برنامه بالای ۱۳ سال، از تفاوت سکس و جنسیت می گیم و ربط اونها به جامعه و برداشت خودمون از خودمون. در این شماره کلماتی مثل اندام جنسی، لیدی بوی و غیره استفاده می شه و اگر باهاش راحت نیستین، بهتره بهش گوش ندین. اطلاعات عجیبی هم رد و بدل نمی شه، فقط گپی کوتاه می‌زنیم در مورد این مفاهیم تا با خودمون راحتتر باشیم و زندگی مون سالمتر باشه. |                 |
| ۷۹         | آراش بالاخره آزاد                                                    | گاهی اینقدر حرف زدن عقب افتاده که دیگه حرفی برای زدن نمی مونه. این از اون رادیوها است. آرش آزاده. کلی آدم کشته شدن. کمی از حرف‌هامون رو می‌زنیم تا بتونیم برگردیم روی مسیر مرسوم. ظاهراً اگر کلی حرف نزده بمونه، حرفی برای زدن نمی مونه |                 |
| ۸۰         | دی اند دی به احترام دوست شریف دی اند دی بازمون سام رجبی              | بازی‌های dungeons and dragons یا همون D&D بازی‌های نسبتاً جدیدی هستن که با بهترین کامپیوتر جهان بازی می‌شن و بهترین گرافیک جهان رو هم دارن: مغز و قدرت تخیل! در این بازی‌ها ما با هیولاها می‌جنگیم، راهمون رو تو جنگل‌ها باز می‌کنیم و از تله‌ها در میریم و معماها رو حل می‌کنیم تا به هدفمون برسیم. این بازی‌ها ممکنه چند سال طول بکشن و بخشی از شخصیت ما باشن. توی این شماره به دی اند دی نگاه می‌کنیم، بازی ای که من با سام رجبی یادش گرفتم. با ما باشین که از دانجن، رول پلی، مستر و پارتی حرف می‌زنیم! |                 |
| ۸۱         | اعتبار اجتماعی شما برای رفتن به اینترنت کافی نیست                    | در شماره ۸۱ رادیوگیک، در تقاطع تکنولوژی و جامعه به اخبار نگاه می‌کنیم. سعی می‌کنیم نگاهی عمیق‌تر داشته باشیم تا بفهمیم اگر همه آدم‌ها زیر نظر باشن و برای هر کاری امتیاز بگیرن، «بداخلاق‌ها نمی تونن سوار قطار بشن» چطوری تبیدل می شه به «معترض‌ها اجازه ندارن بیان اینترنت». در این شماره به ربات‌ها نگاه می‌کنیم و مثل خیلی از موارد، مخاطب هامون باید بالای ۱۶ سال داشته باشن. |                 |
| ۸۲         | خطر ماهی ها                                                          | این رادیو گیک رو با خبری از ماهی‌هایی شروع می‌کنیم که باعث هک شدن یک کازینو شدن و با نگاهی به مغز و لینوکس، از خودمون می‌پرسیم فضاپیماها چطوری به اینترنت وصل می شن و مشکلشون در سال ۲۰۲۰ چه خواهد بود و در حالی که بهترین هامون تو زندان هستن، نگاهی می ندازیم به قوانین حمایت از پرایوسی جدید اتحادیه اروپا و تاثیرش روی اینستاگرام. |                 |
| ۸۳         | جی دی پی آر – مقررات عمومی حفاظت از داده اتحادیه اروپا               | توی این شماره ویژه، به مقررات عمومی حفاظت از داده اتحادیه اروپا می‌پردازیم. قانونی که باعث شده این روزها حتی اگر در یخچال رو هم باز کنیم، یه ایمیل بیاد و بگه «پرایوسی پالیسی» ما رو قبول کنین تا بتونیم ادامه بدیم. اما قبلش، بررسی مفهوم پرایوسی و حریم شخصی! |                 |
| ۸۴         | فونتت رو بپا                                                         | ‏در این شماره کوتاه از رادیو گیک، نگاهی داریم به اخبار تکنولوژی و زیر اونها. از ویروس‌هایی که کامپیوتر رو جاج می کنن تا دستیگری نواز شریف به خاطر فونت اشتباه! با ما باشین که جهان منتظر تغییره. |                 |
| ۸۵         | جوراب شلواری ۰۵ – خودارضایی                                          | به رادیوگیک شماره ۸۵ رسیدیم که می شه رادیوجوراب شلواری شماره ۵! در این شماره به چیزی می‌پردازیم که طبق یکی از آمارها، ۹۴٪ مردها و ۸۴٪ زن‌ها انجامش می دن ولی معمولاً نه فقط ازش حرف نمی زنن که انکارش می کنن یا ازش شرمگین می شن. چیزی طبیعی ولی خاموش. این شماره در مورد خودارضایی حرف می‌زنیم از منظر علم. |                 |
| ۸۶         | حالا یه هاهاهاهایی شده                                               | در شماره ۸۶ رادیوگیک، خبرهایی کمی متفاوت داریم؛ یعنی از شجریان می گیم و اشتراک دوچرخه و متلک خیابونی! عوضش اینبار بخش آخر داریم که توش نگاهی به زندگی ۱۳ نفر می ندازیم که در رؤیای برنامه‌نویس شدن، چپیدن تو یه خونه؛ اونم تو سانفرانسیسکو. |                 |
| ۸۷         | صورتش رو بیارین جلو                                                  | در این شماره از رادیوگیک، با پلیس‌ها درگیر هستیم. کسانی که صورتشون رو از موبایل‌های ما دور می کنن تا بعداً بتونن صورتمون رو جلوی گوشی‌هامون بگیرن. از هک می گیم و مشکل حاد هسته لینوکس و هکر کلاه خاکستری ای که شما رو هک می کنه تا امن‌تر باشین. با رادیوگیک باشین تا ببینم مشکل اتحادیه اروپا با میم‌های خنده‌دارمون چیه. |                 |
| ۸۸         | کامپیوترهای کوانتومی، هم صفر هم یک                                   | اخبار کامپیوترهای کوانتومی و به شکل کلی تر رایانش کوانتومی هر روز دارن بیشتر می شن. این کامپیوترها چی هستن؟ آیا جای لپ تاپ ما رو خواهند گرفت؟ آیا واقعاً اینترنت رو تغییر خواهند داد؟ کیوبیت؟ سوپرپوزیشن؟ … با ما باشین تا در مورد غیرقابل فهم حرف بزنیم. |                 |
| ۸۹         | مصاحبه با بهمن قندچی در مورد کامپیوترهای کوانتومی                    | در شماره قبلی رادیو گیک، از کامپیوترهای کوانتومی گفتیم و تاثیرشون در آینده تکنولوژی، تأکید من بر نقل قول فاینمن بود که کسی کوانتوم رو نمی فهمه ولی معنی این نقل قول نیست که همه ما نفهم هستیم (: بعضی از ما کمتر می‌فهمیم و بعضی‌ها بیشتر. دو سه نفری بهم ایمیل زدن و توضیحاتی تکمیلی دادن و توی این شماره مصاحبه ای تقریباً ۴۰ دقیقه ای رو با بهمن قندچی می شنوین. بهمن با پشتوانه ریاضی در این رشته‌است و در کنار اصلاح و تکمیل و تدقیق بحث‌های قبلی من، از دکترا خوندن و پروژه اش هم صحبت می کنه. با رادیو گیک باشین که جهان نیاز به دانش و شادی بیشتری داره. |                 |
| ۹۰         | وقتی تبر، مدافع حق صنوبر است                                         | در رادیوگیک شماره ۹۰ مفهوم زندگی رو مجدداً مرورم می‌کنیم چون ظاهراً دانشمندان تونستن مغز خوک رو مستقل از بقیه بدن خوک زنده نگه دارن؛ توی همین شماره به هکرها سر می‌زنیم و از حقوقمون در برابر پلیس آمریکا می گیم و کامپیوتر پوکربازی که حالا به پنتاگون رفته تا در جنگ‌ها کمک دستشون باشه رو مرور می‌کنیم و کی چیز دیگه. با ما باشین که قراره سیاره مون رو هک کنیم. |                 |
| ۹۱         | هنر نیست روی از هنر تافتن                                            | در قسمت ۹۱ رادیوگیک طبق معمول نگاهی داریم به اخبار و دنیای اطرافمون. از اهمیت هنر در اقتصاد تا موش‌هایی که مادون قرمز می بینن تا غیرواقعی بودن خیلی چیزهای بیت کوین تا مشکل نیروی کار در ایران تا چیزهایی که یادمون می ره ودر متمم اضافه می‌کنیم. در طولانی‌ترین رادیو گیک دنیا، با ما باشین تا دنیا رو هک کنیم! |                 |
| ۹۲         | دوست دارم می دونی                                                    | در این رادیوگیک دو چیز از همه درخشان‌تر هستن، دوست داشتن و ساختن. هم از دوست داشتنی‌ترین زبان‌های برنامه‌نویسی می گیم و هم از دانشمندهایی که دوست دارن واقعاً موجوداتی زنده بسازن. از امنیت و هک می گیم و از گروه دانشمندهایی که به سازمان‌های اطلاعاتی مشاوره می دادن و حالا دنبال مشتری جدیدن. |                 |
| ۹۳         | ۵۰۵                                                                  | در این شماره از رادیو گیک شاهد شرکتی هستیم که قبل از هکر، خودش مشتری‌هاش رو هک کرد. همین‌طور نگاهی داریم به اتفاقات ایران و افغانستان و کشف صفحه شخصی پورن استارهای غیرحرفه ای و حتی ساختن تصویری از صورت آدم‌ها بر اساس صداشون! بد رادیوگیکی است، چون بد دنیاییه. بخندین. |                 |
| ۹۴         | بیت کوین برای همه                                                    | تو رادیو گیک این شماره می ریم سراغ بلاک چین، سال‌ها قبل در رؤیای فریدمن از رمزپول‌ها حرف زدیم و بعدش در شماره ای به یاد اشکان، از مفهوم بلاک چین گفتیم. حالا مفصل از بیت کوین می گیم. البته این ضبط قبل از روزی است که یکهو همه چیز رو ممنوع اعلام کردن، که البته مثل همیشه حرفی نسبتاً بی‌معنی در دنیای تکنولوژی است. تو این شماره با ما همراه باشین تا دقیقاً بفهمیم این بیت کوین بیت کوین که می گن، ماجراش چیه. |                 |
| ۹۵         | تاخیری دوبل                                                          | بعد از مدت‌ها یه رادیوگیک داریم، کلاسیک با اخبار ولی دنیا دیگه کلاسیک نیست. یکی می خواد هر بار اینترنت وصل شدن ما رو لاگ کنه، یکی دسترسی مون رو طبقه‌بندی کرده و هک‌ها هم دارن بزرگ‌تر و بزرگ‌تر می شن و ماشین‌ها دخالت بیشتر و بیشتری توش دارن. با ما باشین تا حداقل بفهمیم چه بلایی داره سرمون میاد، شایدم یه لگد بهشون زدیم! این شماره لحظات ۱۶پلاس داره. |                 |
| ۹۶         | جنگ سایبری                                                           | این روزها اصطلاح جنگ سایبری رو زیاد می‌شنویم. آیا ما درگیر یه جنگ سایبری هستیم؟ آیا اصلاً چنین مفهومی داریم و اگر داریم تعاریف، استراتژی‌ها، وضعیت و تاریخ عملی اش چیه؟ توی این رادیوی زنده که در خانه کارمان اجرا شد، به این مسئله نگاه می‌کنیم. ببخشید اگر صدا و ادیت از همیشه بدتره و امیدوارم فضای زنده اجرا، ضعف‌های ضبط و ادیت رو کمی بپوشونه! |                 |
| ۹۷         | فلسفه علم به افتخار رها                                              | در این شماره از رادیو گیک، به سراغ یکی از قدیمی‌ترین بحث‌هایی می ریم که برای این رادیو تو فکرم بود: فلسفه علم. اینکه علم چیه، چه چیزی می تونه ادعای علمی بودن بکنه و آیا حوزه عمل علم کجاست. معلومه که مثل هر رادیوی دیگه، سری به اینترنت می‌زنیم و لعنتی به سانسور می‌فرستیم و با گذاشتن هدفون-مانندی ساخته شده از نارگیل، منتظر می مونیم هواپیماها برامون خوراکی بیارن! |                 |
| ۹۸         | پرایوسی خلوت حریم شخصی                                               | این یک شماره مرسومه، پراز تجاوز به حریم شخصی، حمله به حوزه و خصوصی و نقض پرایوسی ما. این شماره در مورد اینترنت این روزها است. البته با خبرهایی خوب، از کات و پیست دی ان ای برای مبارزه با سرطان گرفته تا پیشبرد حقوق معلولین اون سر دنیا، البته در کنار ماهواره و لباس فضایی این حوالی. |                 |
| ۹۹         | جوراب شلواری ۰۶ – فتیش                                               | فتیش کلمه قشنگیه… از نظر فن یعنی پرستیدن چیزی بیجان به خاطر اینکه فکر می‌کنیم خصوصیتی جادویی داره یا روحی توش حلول کرده! قشنگ نیست؟ ممکنه مثل بت بهش نگاه بشه، ممکنه مرتبط باشه با سرمایه‌داری و مارکس و ممکنه ارتباط پیدا کنه به سکس. شایدم همه اینها یکیه. تو این شماره جوراب شلواری به علایق «غیر مرسومی» نگاه می‌کنیم که ظاهراً اصلا هم غیرمرسوم نیستن. مفهوم، شکل‌ها و اینکه سالمن یا نه رو می‌بینیم و تصمیم می‌گیریم باهشون چیکار کنیم تا زندگی خوب و معقولی داشته باشیم. از اون مهم‌ترین معیاری پیدا می‌کنیم برای سنجش سلامت اکثر چیزهامون (: با رادیوجوراب شلواری باشین. |                 |
| ۱۰۰        | جهان تغییر خواهد کرد                                                 | در رادیو گیک صد، با نگاهی اجتماعی و فنی به اخبار نگاه می‌کنیم. از هکرهایی که امسال دور هم جمع نمی شن میگیم و لو رفتن سورس کدها و حتی بیرون کشده شدن اطلاعات از کامپیوترهایی که به نظر می رسه مطلقاً هیچ خروجی ای ندارن. شاید هم به همه یه حقوق پایه بدیم تا ببینیم دنیا چطور جایی می شه! با ما باشین تا سیاره‌مون رو هک کنیم! |                 |
| ۱۰۱        | اعترافات مارکوس هاچینز، هکری که اینترنت را نجات داد                  | توی این شماره از رادیوگیک، به سراغ داستان هکری می‌ریم که خوبه شنیده بشه: مارکوس هاچینز. کسی که از یه زندگی روستایی ساده شروع کرد ولی به زودی پاش به زیرزمین‌های تاریک و نمور باز شد. کسی که از اتاق خوابش اینترنت رو نجات داد؛ ولی اف‌بی‌آی بالاخره دستگیرش کرد؛ اونهم بعد از یک هفته پارتی سنگین! داستان مارکوس هاچینز رو بشنوین! |                 |
| ۱۰۲        | جهان تغییر خواهد کرد                                                 | توی این شماره فلسفه ام در مورد «دست انداز کمتر» رو توضیح می دم و نگاهی داریم به اخبار که تمرکز زیادی هم روی امنیت دارن. از گیگابایت‌ها اطلاعات اینتل که لو رفته و می تونین دانلود کنین تا پردازنده جدید انویدیا. خوشحال می شم نظرتون رو بگین، با در نظر گرفتن اینکه در این فرمت شاید واقعاً هر هفته یه رادیو داشته باشیم. در عین حال حالا می تونین از یوتیوب هم رادیوگیک رو «بشنوین» و البته ببینین. چیزهایی اضافه داره (: |                 |
| ۱۰۳        | احمق نباشید                                                          | در این هفته، اخبار رو مرور می‌کنیم. از مایکروسافت و اوپن سورس کردن ابزارهای بررسی امنیتی اش تا هکرهای ایرانی و خرید نیم میلیارد دلار بیت کوین و حتی قیمت ۴۰ میلیارد دلاری آرم برای انویدیا و بحث‌های دیگه. با من باشین که تازه دوشنبه شده! |                 |
| ۱۰۴        | ایکس پی تون رو افزایش بدین                                           | توی این شماره از سورس کد ویندوز ایکس پی میگیم، از زنان فضانورد، اینکه دیگه صاحب نرم افزارهامون نیستیم و مشکل حاد امنیتی واتس‌اپ و موارد مشابه، ولی اپیک‌ترین صحنه این شماره، بحث شکایت اپیک است از گوگل و اپل، اونم نه برای پول! برای حق! برای آزادی! |                 |
| ۱۰۵        | شکتوبرفست                                                            | در این شماره از رادیوگیک از اسپم شدن هکتوبرفست می‌گیم و ابزارهایی که به زندگی ما جهت می دن. همچنین در مورد مذاکره با باج افزاری‌ها گپ می‌زنیم ولی ریسک نمی‌کنیم بهشون پول بدیم چون ممکنه جرم بزرگی باشه. |                 |
| ۱۰۶        | مرده آنست که نامش به نکویی نبرند                                     | در این شماره از رادیوگیک، همراه هستیم با اخبار هفته. شامل: واقعیت افزوده برای سگ‌ها جنگی آمریکا- به دو قسمت تقسیم شدن آی بی ام - حذف متن ترامپ از فیسبوک - صحبت از تشخیص چهره آدم‌ها در ایران از دوربین‌های عمومی - آرون سوارتز پیک‌های اسپانیا |                 |
| ۱۰۷        | گیرم که فلان… فشارو چه می‌کنی؟                                        | در حالی که بهمون اکسیژن کافی نمی‌رسه، به ابررسانایی نگاه می‌کنیم که تو هوای اتاق کار می‌کنه و مشکل امنیتی لینوکس به اسم دندون خونی رو بررسی می‌کنیم و با می‌بینیم چی می شه اگر دارویی هویت ما رو تغییر بده! |                 |
| ۱۰۸        | دوربین لخت کن تلگرام                                                 | در این شماره آدم‌ها خنگترین‌ها می شن و کامپیوترها کریپی ترین‌ها. ابزارها رو دموکراتیزه می‌کنیم و خانواده‌ها می خندن و رمزارزها رو جهانی می‌کنیم. با ما باشین تا دنیا رو هک کنیم! |                 |
| ۱۰۹        | سرت رو بکش اونطرف                                                    | در این شماره هنوز رئیس‌جمهور آمریکا مشخص نشده و هوش مصنوعی هنوز در حال گند زدن است؛ اما حینی که ما داریم مسخره اش می‌کنیم که اسکوله، هی قوی‌تر می شه و نقاط ضعفش رو بهتر می‌پوشونه. درست مثل فیلترینگ. با ما باشین تا مشکل امنیتی ویز رو هم ببینیم که اجازه می‌داد هر کسی بتونه شما رو تعقیب کنه! با ما باشین که جهان نیاز به هکرهای بیشتری داره. |                 |
| ۱۱۰        | بزرگ‌ترین سرقت بانک تاریخ، لازاروس علیه بانک مرکزی بنگلادش            | در این شماره، سراغ یه داستان می ریم. نه فقط یه داستان واقعی که داستان بزرگ‌ترین سرقت بانک تاریخ. در این شماره در مورد تلاش هکرهای لازاروس حرف می‌زنیم که سعی کردن یک میلیارد دلار از بانک مرکزی بنگلادش سرقت کنن. با ما باشین! با هکرهای خوب! |                 |
| ۱۱۱        | آرمتو بیار جلو                                                       | در شماره ۱۱۱ رادیوگیک حرف‌های عجیبی داریم. از شکنندگی مردانگی‌مون تو تعریف از اپل. در مورد شیوه کشف یه باگ ساده ولی مهم می‌گم و نگاهی می‌کنیم به مسلمان پرو و این مفهوم که معذرت خواهی کافی نیست، باید دست به عمل واقعی زد. با ما باشین که جهان نیاز به هکرها داره. |                 |
| ۱۱۲        | بی‌خبری، خوش خبری                                                     | این هفته در دنیا هم خبرهای کمی بوده ولی هکرها بیکار نبودن. خبرهای مرتبط با امنیت زیاده و همچین بحث‌های رباتیک و هوش مصنوعی. از نماینده مجارستان در پارتی ۲۵ مرده می گیم و اجبار اپل به دادن شارژر با گوشی‌هاش در برزیل و جاروبرقی‌هایی که یواشکی به ما گوش میدن. |                 |
| ۱۱۳        | بادهای خورشیدی                                                       | در این شماره از رادیوگیک، سال ۲۰۲۰ رو با گسترده‌ترین هک تاریخ و داون شدن گوگل نوبر می‌کنیم. به این نگاه می‌کنیم که برنامه‌نویس‌ها چرا توی دنیای آزاد فعالیت می‌کنن و به انحصار شرکت‌های بزرگ شک می‌کنیم. با این شماره باشین که جهان نیاز به گیک‌های بیشتری داره. |                 |
| ۱۱۴        | چاپگر واکسن                                                          | در آخرین شماره از سال ۲۰۲۰، خبرهای کمی داریم ولی یه خبر بسیار مهم داریم که شاید واقعاً لبه ای از تکنولوژی باشه: پرینتری که می تونه واکسن پرینت بگیره. بر خلاف واکسن‌های سنتی که باید از ویروس اصلی استفاده می کردن و خطر و احتمال کشف سخت‌تر و .. داشت، حالا پرینتری داریم که می تونه مستقیماً یه برنامه رو بگیره و واکسن رو قطره قطره پرینت کنه! البته قبلش به شکایت از فروشنده چیت‌ها، هکرهای رابین هودی و یه حذف کوکی‌ها از گیت‌هاب هم می‌رسیم. با ما باشین! |                 |
| ۱۱۵        | چطور در فیسبوک و بقیه شرکت‌های بزرگ استخدام بشیم                      | این شماره قرار نبود رادیو گیک بشه. قرار بود خیلی سریع و خلاصه در این مورد گپ بزنیم که پروسه استخدام شدن یه آدم فنی در شرکت‌های بزرگی مثل فیسبوک و گوگل و آمازون و غیره چطوریه. اما .. این گپ کوتاه، طولانی‌تر شد و تقریباً چهل دقیقه در مورد مراحل و نمونه سؤال‌ها و .. حرف زدم. و در نتیجه چرا یه رادیوگیک نباشه؟ |                 |
| ۱۱۶        | گفتن نیاز ما به اینترنت جهانی باید کمتر بشه                          | در این شماره، چندین مسئله مهم داریم. اونقدر مهمه که ترجیح می دم اول بریم توی اعماق و بررسی‌شون کنیم و اگر وقتی بود، برگردیم سر زندگی مون در اخبار مرسوم. گفتنی‌های ابرایران رو می‌گیم و در مورد واتس اپ و توییتر یادآوری می‌کنیم که کجای جهان ایستاده‌ایم. بعدش هم اخبار مرسوم. با ما باشین که اتحادیه یکی از راه‌های نجاته. |                 |
| ۱۱۷        | گیم‌استاپ و اشغال وال‌استریت                                           | خبر محوری این هفته، ماجرای گیم استاپ و وال استریت بود. بالاخره مردم تونستن در نقطه‌ای وال‌استریت رو شکست بدن و همه هیجان زده بودن. به این خبر و تاثیرش روی دوج نگاه می‌کنیم و بحث اینکه آیا خواهیم تونست سوپر هوش مصنوعی رو تحت کنترل بگیریم یا نه. با ما باشین با رادیوگیکی متمرکز در دفاع از نامتمرکزها! |                 |
| ۱۱۸        | آب مسموم                                                             | در شماره ۱۱۸ از رادیوگیک، نگاهی داریم به حمله سایبری ای که شوخی شوخی کم مونده شهری رو به کشتن بده. همچنین به میمون‌هایی که ماسک بهشون یاد داده مستقیماً با مغزشون بازی کامیپوتری رو کنترل کنن و پیرمرد نود ساله ای که… |                 |
| ۱۱۹        | گیجی وابستگی                                                         | در این شماره، اولش نگاهی طولانی داریم به هکی که موفق شده اپل، مایکروسافت، اوبر، یلپ و کلی جای دیگه رو یکضرب هک کنه و ازشون بالاترین میزان باونتی‌ها رو بگیره. بعد نگاهی به شرایط ایران و نظر گیتس در مورد بیت کوین و کلی چیز دیگه، شامل هلی‌کوپتر توی مریخ! با ما باشین که جهان به هکرهای بیشتری نیاز داره |                 |
| ۱۲۰        | مبین‌نت، ابرآروان و تابلوی ۶۹ میلیون دلاری                            | خبرهای این هفته اینقدر داغ بود که اصلاً جا نداشت بریم سراغ رادیوی ویژه، تو این شماره به ترتیب در مورد ماجرای بدافزار ماین کننده رمزارز روی مودم‌های مبین نت، ماجرای ابرآروان، ماجرای کلاب هاوس و ماجرای فروش یک فایل jpg به قیمت ۶۹ میلیون دلار و بحث NFTها گپ می‌زنیم. با ما باشین که ماجراها زیادن! (: |                 |
| ۱۲۱        | ما این لا                                                            | در این شماره از رادیو گیک در این موارد حرف می‌زنیم: استالمن و ماجراهای اون اطراف و این اطراف – گوگل و ماجرای بستن اکانت‌های ایرانی‌ها و حتی بیشتر از اون – اینترنت طبقاتی در ایران – بک دور توی پی اچ پی و اخبارش – … با ما باشین که جهان نیاز به هکرهای بیشتری داره! |                 |
| ۱۲۲        | پونگ ذهنی                                                            | در این شماره از رادیوگیک، اول نگاهی به نورولینک داریم و ارتباط مغز میمون با کامپیوتر و بعدش در مورد قوانین کنترلی هوش مصنوعی در اروپا حرف می‌زنیم. همچنین در مورد خلاف با بیتکوین و بازی سازان ایرانی و اتحادیه ای که در اعتصاب، آی اس پی خودش رو می‌سازه. با ما باشین که جهان نیاز به تغییر داره. |                 |
| ۱۲۳        | چه خبر از هسته؟                                                      | در این قسمت از پادکست، از عشق و طلاق می گیم و از هک شدن سافاری و اوبونتو و تیمز و کلی چیز دیگه ولی مهم‌ترین صحبتمون آموزش و بررسی معذرت خواهی است، مبتنی بر نامه دانشگاه مینه‌سوتا به جامعه لینوکس. |                 |
| ۱۲۴        | آشنایی با هکرهای سمت تاریک                                           | |                 |
| ۱۲۵        | مدیریت جدید آسایشگاه                                                 | این هفته‌ها ظاهراً اصلی‌ترین اخبار جهانی، درگیری پلیس‌ها و باج بگیرها است. از برگشت پول زور تا اولین حمله به حلقه‌های باج افزار نویسی یا چک و چونه بایدن و پوتین. از عملیات سپر تروجان می گیم و سری می‌زنیم به هر سه سیستم عامل تا ببینیم هر کدوم چه خبر تازه ای دارن. با ما باشین که جهان هکرهای بیشتری لازم داره! |                 |
| ۱۲۶        | به دوربین لبخند بزنید                                                | در این شماره از رادیوگیک در فضایی مثل رمان‌های سیاه، مجبوریم لبخند بزنیم تا ما رو سر کار راه بدن. از کابوس پرینت می گیم و با یکی از شخصیت‌های فوق‌العاده دنیای تکنولوژی یعنی وزنیاک همراه هستیم. با ما باشیم که جهان هکرهای بیشتری نیاز داره |                 |
| ۱۲۷        | تو این جهان                                                          | در یکی از بدترین دوران این دوران، خودمون رو جمع می‌کنیم و رادیو رو می دیم. روحیه‌ها رو باید حفظ کرد تا بشه ادامه داد. در ابتدای این شماره به وضعیت ایران و اطراف نگاه می‌کنیم و بعد می ریم سراغ خبرهامون. از کامپیوترهای کوانتومی تا پرایوسی و اپل و ابزارهاش. |                 |
| ۱۲۸        | اشعه کیهانی علیه انتخابات                                            | در رادیوگیک شماره ۱۲۸ در مورد دنیای آینده خیالپردازی می‌کنیم و پیشنهادی می دیم برای سنجیدن اونهایی که می گن باید همه چیز ما رو ببینن تا ما امن باشیم (: خبرها رو مرور می‌کنیم و در آخر به شکلی مفصلتر، سراغ اشعه کیهانی ای می ریم که نتایج انتخابات بلژیک رو جابجا کرد. با ما باشین که دنیا هکرهای بیشتری لازم داره. |                 |
| ۱۲۹        | پشت دیوار کیه؟ سایشو من می‌بینم                                       | در رادیوگیک شماره ۱۲۹ از سوراخ کلید به داخل اتاق نگاه می‌کنیم و بررسی می‌کنیم که چرا دیروز فیسبوک و ملحقاتش از اینترنت محو شده بودن. نگاهی به قوانین اتحادیه اروپا داریم و با زیرنویس‌هایی که تازه کشفشون کردیم ور می‌ریم. با ما باشین که دنیا هکرهای بیشتری لازم داره! |                 |
| ۱۳۰        | یه جوک بگیم بخندیم                                                   | در شماره ۱۳۰، به یکی از عظیم‌ترین هک‌های تاریخ نگاه می‌کنیم و اولین دستگیری مرتبط با دیپ‌فیک در ژاپن رو بررسی می‌کنیم. تراشه‌های اوپن سورس رو می‌بینیم و بانتی ۱ میلیون دلاری، باعث می شه نظراتم در مورد خطر تتر رو بگم! با ما باشین که جهان هکرهای بیشتری لازم داره. |                 |
| ۱۳۱        | سه تفنگدار؛ متاورس، هک پمپ‌بنزین، تپروت بیتکوین و حمله تروجان سورس    | در شماره ۱۳۱ رادیوگیک، فضایی متفاوت داریم. چهار خبر بزرگ هست که باید در مورد تک تکشون کلی صحبت کرد. از تپروت بیت کوین تا متاورس تا هک پمپ بنزین‌ها و یه حمله بسیار هوشمندانه به سورس کدها. بعدش هم سوار قایق می شیم و میایم ساحل و چرخی هم اون اطراف می‌زنیم. با ما باشین که جهان هکرهای بیشتری لازم داره. |                 |
| ۱۳۲        | منتشر نشد.                                                           | منتشر نشد. | منتشر نشد.      |
| ۱۳۳        | تیش تیش تیش گرفته، اینترنت آتیش گرفته                                | در شماره ۱۳۳ رادیوگیک به لاگ۴شل نگاه می‌کنیم که اینترنت رو به آتیش کشیده و بررسی می‌کنیم که آیا در این دنیا می شه آدم خوبی بود؟ درباب اجباری شدن اینماد حرف می‌زنیم و ماجرای کسر پول ماهانه توسط فیلیمو و تکنیک سرقت ماشین با ایرتگ‌های اپل و … |                 |
| ۱۳۳٫۵      | جیمز وب در فضا                                                       | در شماره ۱۳۳٫۵ از رادیوگیک، به خبرهای هفته گذشته نگاه می‌کنیم و غیب شدن شماره ۱۳۲ رو جبران می‌کنیم. تلسکوپ جیمزوب، آمازون و رهبر چین و تحلیل عمیقی از بدافزار آیفون ماجراهای اصلی این هفته بودن و لاگ ۴ جی هم که هنوز میتازه و سگها از فیزیک نیوتون سر درمیارن. |                 |
| ۱۳۴        | شاه مکانیکی                                                          | رادیوگیک این هفته به ماجرای هکرهای روسی و چینی نگاه می‌کنه و ناامنی URl رو بررسی می‌کنه اما با نگاهی وسیع‌تر. همچنین به حق فراموشی در ایران می‌پردازیم و صندوق سرمایه حمایت حقوقی از توسعه دهندگان بیت‌کوین و بررسی می‌کنیم ببینیم می‌شه شاه رو با یه ماشین جایگزین کرد یا نه. |                 |
| ۱۳۵        | مغزم بریز تو بشقاب                                                   | در این شماره خبری عجیب داریم؛ اونم مغز انسانی که توی بشقاب پرورش داده شده تا پونگ بازی کنه. همچنین هک‌های بزرگ و پول‌های بزرگش رو نگاه می‌کنیم و می‌بینیم الون ماسک چرا پیشنهاد ۵هزار دلار رشوه به یه پسر ۱۹ ساله کرده تا باتش رو تعطیل کنه. ضیا صدر مهمون این شماره است. |                 |
| ۱۳۶        | صیانتگران دره طرشت                                                   | همه دارن ادا در میارن. بعضی‌ها ادای چین رو. بعضی‌های ادای سیلیکون ولی رو و بعضی‌ها ادای پولدار شدن رو و ما هم ادای امیدواری رو (: ولی شاید جالبتر از همه، کامپیوتری که ادای برنامه‌نویسی در میاره، بهتر از اکثرما! با رادیوگیک باشین چون جهان به هکرهای بیشتری نیاز داره. |                 |
| ۱۳۷        | کارها رو بگیر دست خودت                                               | در این شماره از هکری می‌شنویم که در موقع لزوم دست به کار شد و اینترنت یه کشور رو پایین آورد، از جنگ سایبری در اوکراین و شت کوین واقعی و چیزهای دیگه. در آخرین شماره از ۱۴۰۰ با ما باشین که دنیا هکرهای بیشتری لازم داره |                 |
| ۱۳۸        | نوزده میلیون                                                         | در این شماره، هایجک شدن یک ماهواره مخابراتی رو می‌بینیم که برنامه‌های هکری پخش می کنه، جعبه پاندورا روباز می‌کنیم و می‌بینیم قراره چه بلایی سر ماشین‌ها و ژنوم ما بیاد و با مفهوم مقاومت‌آفزار آشنا می‌شیم. |                 |
| ۱۳۹        | اتحادیه‌های پساکوانتومی                                               | در این شماره می‌بینیم که وقتی کامپیوترهای کوانتومی بیان، ما چطوری امن می‌مونیم، می‌بینیم چه اطلاعاتی از من لو رفته، نگاهی به اینترنت اوکراین و اهمیت اتحادیه‌ها می‌ندازیم و از روی صدا، چهره آدم‌ها رو بازسازی می‌کنین. با ما باشین که دنیا هکرهای بیشتری می‌خواهد. |                 |
| ۱۴۰        | و.و.و.و.و. بومممم!                                                   | در شماره ۱۴۰ رادیوگیک، ۵ بار می‌گیم «و» تا گوگل کرش کنه، حملات گسترده چین رو می‌بنیم و تلاش آلمان برای جذب سازندگان تراشه‌ها و به دلایل سر کار نیومدن کارگران مصری در ۳۲۰۰ سال قبل نگاه می‌کنیم و کلی خبر دیگه. با ما باشین که جهان هکرهای بیشتری لازم داره! |                 |
| ۱۴۱        | دزدان دریایی سومالی به یاد دیوتی مس                                  | در این شماره میزبان یه پادکست دیگه هستیم. شماره خوبی از پادکست بیوگو رو با اجازه شون بازنشر می‌کنم و توی رادیو توضیح می دم چرا اینکار رو کردم. دوست خوبم الناز از گروه نویسندگان در سایه، سال‌ها است که ماجرای دزدان دریایی سومالی و ایرانی‌های گروگان گرفته شده توسط اونها رو دنبال می‌کنه و اینجا به شکل فشرده ماجرا رو بازگو. |                 |
| ۱۴۲        | خیرین دزد دات نتی                                                    | یه کشیش/مهندس از ازگوگل بیرون اومده و می‌گه اونجا هوش مصنوعی احساس پیدا کرده، یکی از راه دور گوشی شما رو تاچ می‌کنه، یکی می‌گه استارلینک در جنگ تأثیر داشته و آفریقا هم استارلینک دار شده و این وسط بدافزارها شما رو مجبور به کار خیر می کنن و باونتی هکرها شده ۶ میلیون دلار! خلاصه دنیای عجیبی است که با رادیوگیک می‌تونین همراهش باشین چون دنیا هکرهای بیشتری لازم داره. |                 |
| ۱۴۳        | عاشقتم                                                               | در رادیوگیک ۱۴۳ از ماجرای هیجان انگیز هکرهایی می‌گیم که سعی کردن دستگاه شنودی به کابل زیراقیانوس وصل کنن، از کشف جرم با بررسی سرچ‌های گوگل حرف می‌زنیم و می‌بینیم چطوری اخطار کوید معترضین در چین قرمز می‌شه تا نتونن هتلشون رو ترک کنن. همین‌طور از قرص جایگزین ورزش و دیپ فیک در مصاحبه شغلی و کلی چیز دیگه. |                 |
| ۱۴۴        | سلام بچه‌های تو خونه                                                  | با اینکه قفل کودکمون رو زدن، من و شما بلدیم کمربندمون روباز کنیم و اخبار رو تعقیب کنیم! در این هفته به مفهوم ناشناسی نگاه می‌کنیم، به اشتراکی شدن سرویس‌ها، هک‌ها و هکرها و هوش مصنوعی چینی که میزان وفاداری شما به حزب کمونیست رو به رئیس اعلام می‌کنه. و کلی ماجرای دیگه. با ما باشین که جهان هکرهای بیشتری لازم داره! |                 |
| ۱۴۵        | سایه                                                                 | در #رادیوجادی ۱۴۵ جهان به آخر رسیده! اسممون عوض شده، توروالدز از اپل لینوکس رو منتشر کرده، نویسنده نود جی اس از کارش پشیمونه و کانفلوئنس پسوردهاش رو هارد کد می کنه و سولانا گاوبندی کرده و فیسبوک به دستگیری دختری که سقط جنین کرده بود کمک رسونده! وضع عجیبیه دوستان. با ما باشین |                 |
| ۱۴۶        | من که بهتون گفته بودم                                                | در این شماره از رادیو، به بامبل بی ابزار جدید بدافزار نویس‌ها نگاه می‌کنیم، مشکلات امنیتی توییتر رو می‌بینیم و باگ باونتی ۱ میلیون دلاری آتریوم و همجوشی هسته ای و ممنوعیت بررسی خونه دانشجوها قبل از امتحان و بحث اگزیف دیجیکالا و کلی چیز دیگه. با ما باشین که دنیا هکرهای بیشتری لازم داره. |                 |
| ۱۴۷        | چت جی پی تی                                                          | در این شماره از رادیو گیک، من که آزاد شده‌ام بعد از شش ماه رادیو می‌دم! خبرها اینقدر زیاد هستن که پوشش دادنشون کار با معنی‌ای نخواهد بود. اینقدر هم حرف برای زدن هست که نمی‌دونیم از کجا شروع کنیم. پس بیاین یه گوشه رو بچسبیم و از همونجا بیایم جلو! و چه گوشه‌ای پر هیجان تر و مهم‌تر از سیستم جدید هوش مصنوعی چت جی پی تی که می‌تونه برامون سرچ کنه، جمع‌بندی کنه، سس پیدا کنه و صدها کار عجیب دیگه! اونهم به همه زبون‌ها. در این شماره می‌بینیم که چت جی پی تی چطوری می‌تونه با خوندن گیگابایت‌ها متن و تحلیل کلماتشون، برامون جادوگری کنه. |                 |
| ۱۴۸        | همه جا نشتی داره                                                     | در رادیوگیک شماره ۱۴۸ خیلی جاها نشتی دارن. ما در مورد سورس کد توییتر گپ می‌زنیم و می‌بینیم چرا برای هماهنگی با یه قانون ضد کنجد، همبرگرها کنجد دار شدن و با دیدن پوتین که دنبال ساخت تی سی پی آی پی ملی است، چیزهای بیشتری در مورد این شکل از حکومت‌ها یادمی‌گیریم. با ما باشین که جهان هکرهای بیشتری لازم داره. |                 |
| ۱۴۹        | در آستانه انقراض                                                     | این رادیوگیک در مورد هوش مصنوعی و خطر انقراض صحبت می‌کنه و اینفلوئنسرهای فرانسوی رو مجبور می‌کنه که بگن پول گرفتن یا ادیت کردن. همچنین سراغ فیچر جالب حفظ حریم شخصی بریو می‌ریم و تقلید صدا می‌خریم و … جهان نیاز به هکرهای بیشتری داره! |                 |
| ۱۵۰        | آرم کوانتومی                                                         | خبرهای این شماره رو گم کردم ولی خبرهای این شماره ما رو گم نخواهند کرد. از اعتصاب در ردیت می گیم و حمله‌ای به گوشی‌های اپل که بدون کلیک و ردپا، کنترل کامل گوشی رو در دست می‌گیره. از توییتر و استخرهای فرانسه می‌گیم و بقیه موارد مهم! با ما باشین که دنیا هکرهای بیشتری می‌خواد. | ۱ تیر ۱۴۰۲      |